# 圣布里勒维讷
圣布里勒维讷（法語：Saint-Bris-le-Vineux，法語發音：[sɛ̃ bʁi lə vinø]）是法国勃艮第-弗朗什-孔泰大区约讷省的一个市镇，属于欧塞尔区。

## 地理
圣布里勒维讷（47°44'37"N, 3°38'58"E）面积31.23 平方千米，位于法国勃艮第-弗朗什-孔泰大區约讷省，该省份为法国中北部内陆省份，西接卢瓦雷省，西北接塞纳-马恩省，南至涅夫勒省，东临科多尔省，东北与奥布省接壤。
与圣布里勒维讷接壤的市镇（或旧市镇、城区）包括：凯讷、欧日、约讷河畔尚、希特里、埃科利沃圣卡米耶、伊朗锡、圣西尔莱科隆、万斯洛特。
圣布里勒维讷的时区为UTC+01:00、UTC+02:00（夏令时）。

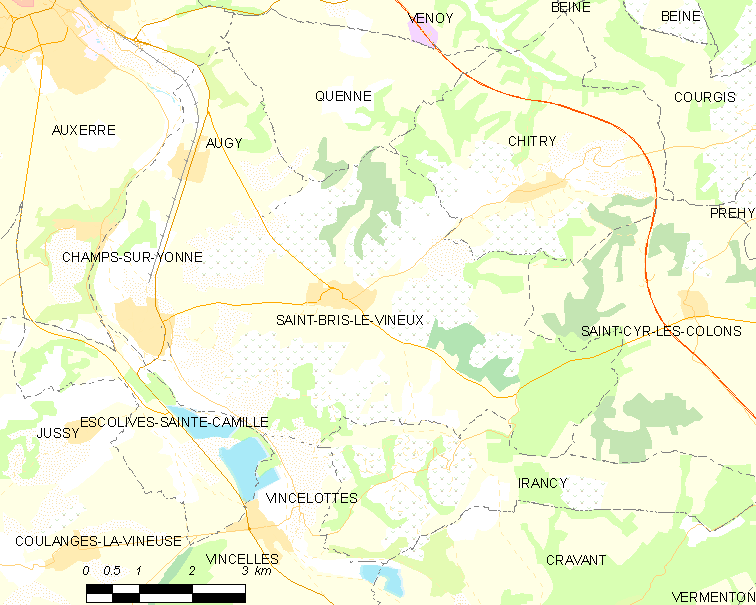
圣布里勒维讷的OSM定位图

## 行政
圣布里勒维讷的邮政编码为89530，INSEE市镇编码为89337。

## 政治
圣布里勒维讷所属的省级选区为欧塞尔第三县。

## 人口

1962-2008年间圣布里勒维讷人口变化图示

圣布里勒维讷于2022年1月1日时的人口数量为1024人。